# Silvestras Žukauskas
Silvestras Žukauskas, właściwie Sylwester Żukowski (ros. Сильвестр Константинович Жуковский; ur. 31 grudnia 1860 w Poškiečiai-Dovainiškiai, zm. 26 listopada 1937 w Kownie) – litewski wojskowy narodowości polskiej, generał Litewskich Sił Zbrojnych, generał major Armii Imperium Rosyjskiego, organizator, pierwszy szef sztabu generalnego i naczelny wódz armii litewskiej kierujący walkami z bolszewikami i z Polską. Uczestnik wojen rosyjsko-japońskiej, I światowej, rosyjskiej domowej i polsko-litewskiej. 

## Życiorys
O jego rodzicach wiadomo niewiele, prawdopodobnie wywodzili się z ubogiej polskiej szlachty. 
Po ukończeniu gimnazjum w Mariampolu, Žukauskas wstąpił do kawalerii Imperium Rosyjskiego w roku 1881. Był słuchaczem Wileńskiej Szkoły Junkrów Piechoty. W 1894 poślubił Josephine Hasdorf, zmieniając jednocześnie wyznanie z luterańskiego na protestanckie reformowane. Niekatolicka konfesja sprzyjała jego karierze w armii carskiej, bowiem po powstaniu listopadowym generalicja traktowała nieufnie katolickich oficerów litewskiego i polskiego pochodzenia. Początkowo służył w 112 Uralskim Pułku Piechoty stacjonującym na Litwie. Walczył w wojnie rosyjsko-japońskiej, za udział w której uzyskał Order Świętego Stanisława II klasy. Potem służył na Zakaukaziu i Ukrainie. W 1913 uzyskał awans na pułkownika. 
Uczestniczył w I wojnie światowej jako dowódca sformowanego w Kursku 314. nowooskolskiego pułku 79 Dywizji Piechoty. Walczył w bitwach pod Warszawą i pod Łodzią. W listopadzie został ranny w nogę. Po przeniesieniu dywizji na teren Litwy w 1915 za obronę Szawli został odznaczony mieczem św. Jerzego. W 1916 został ranny szrapnelem w głową. W tym samym roku awansowany na generała majora.

### Walka o niepodległość Litwy
W 1918 po powrocie z Warszawy, gdzie leczył się z tyfusu i zapalenia płuc, rozpoczął organizację litewskich sił zbrojnych służąc między 26 kwietnia a 27 maja 1919 jako szef sztabu generalnego. 
W tym czasie organizował obronę przeciwko bolszewikom. 7 maja 1919 został dowódcą naczelnym litewskiej armii i pozostał nim do 24 września. W tym czasie dokonał reorganizacji armii i przeprowadził ofensywę na północny wschód odbijając z rąk bolszewików Wiłkomierz i Poniewieże. Po tej operacji ustanowił krzyż Už tėvynę (Za Ojczyznę), 3 lutego 1920 zmieniono nazwę odznaczenia na Krzyż Pogoni, a 1 września 1930 na Order Krzyża Pogoni (później, do 1927, został odznaczony wszystkimi trzema klasami tego orderu). 
W 1919, bez jego wiedzy POW planowała zamach stanu na Litwie, po którym według planów POW miał zostać dyktatorem Litwy z powodu swoich pro-polskich sympatii. Zamach nie doszedł do skutku, ale zmniejszył reputację Žukauskasa wśród litewskich nacjonalistów; Žukauskas został tymczasowo odsunięty od piastowanego stanowiska dowódcy litewskich sił zbrojnych. 
23 lutego 1920 został ponownie dowódcą naczelnym armii litewskiej. Zrezygnował z tego stanowiska 14 czerwca 1920. Po wybuchu konfliktu z Polską, 8 października 1920 został po raz kolejny naczelnym dowódcą litewskich sił zbrojnych. Dowodził 17–21 listopada w bitwie pod Giedrojciami i Szyrwintami, gdzie oddziały litewskie wstrzymały ofensywę Dywizji Litewsko-Białoruskiej gen. Żeligowskiego. 
Został zdymisjonowany 29 maja 1921, gdy konflikt litewsko-polski zakończył się. Następnie zakończył swą służbę w wojsku, zostając przedstawicielem firmy American Lithuanians Company, która budowała na Litwie, m.in. elektrownię niedaleko Szawli.
Od 5 czerwca 1923 do 25 stycznia 1928 ponownie był naczelnym dowódcą armii litewskiej. Poparł grudniowy zamach stanu w 1926 roku.
Zmarł nagle w 1937 i został pochowany na cmentarzu luterańskim w Kownie. W pogrzebie uczestniczył prez. Smetona, a przy trumnie wartę honorową pełniło czterech generałów.

## Upamiętnienie
Jego imię nosi poligon armii litewskiej koło Pabradė. 